# 武笔街道
武笔街道，是中华人民共和国贵州省黔东南苗族侗族自治州三穗县下辖的一个乡镇级行政单位。2019年8月8日设置武笔街道，辖原八弓镇武笔社区、彩虹社区、青洞村、中坝村、吉洞村、美敏村、木界村。

## 行政区划
武笔街道下辖以下地区：
武笔社区、彩虹社区、青洞村、中坝村、吉洞村、美敏村、木界村。